# ماكنزي ميلتون
ماكنزي ميلتون (بالإنجليزية: McKenzie Milton)‏ هو لاعب كرة قدم أمريكية أمريكي، ولد في 10 أكتوبر 1997 في كابولي ‏ في الولايات المتحدة.

## روابط خارجية
- ماكنزي ميلتون على موقع كلية كرة القدم في سبورتس رفرنس.كوم (الإنجليزية)